# Xysticus nigrotrivittatus
Xysticus nigrotrivittatus là một loài nhện trong họ Thomisidae.
Loài này thuộc chi Xysticus. Xysticus nigrotrivittatus được Eugène Simon miêu tả năm 1870.